# Orimarga (Orimarga) dampfi
Orimarga (Orimarga) dampfi is een tweevleugelige uit de familie steltmuggen (Limoniidae). De soort komt voor in het Neotropisch gebied.